# Kis kócsag
A kis kócsag (Egretta garzetta) a madarak (Aves) osztályának a gödényalakúak (Pelecaniformes) rendjébe, ezen belül a gémfélék (Ardeidae) családjába és a gémformák (Ardeinae) alcsaládjába tartozó gázlómadár. A kisebb fehér gémfélék képviselője.

## Előfordulása
Európa, Ázsia, Afrika és Ausztrália melegebb, vízközeli vidékein költ, de újabban az Újvilágot is meghódítja, kezdve a Karib-tenger szigetein és Dél-Amerika északi részén.

## Alfajai
- Egretta garzetta garzetta – Európa, Ázsia és Afrika
- Egretta garzetta nigripes – Indonézia
- Egretta garzetta immaculata – Ausztrália

## Megjelenése
Testhossza 55–65 centiméter, szárnyfesztávolsága a 88–95 centimétert is eléri. A nemek hasonlóak, az egyes egyedek tömege 350–550 gramm körül mozog.
A kis kócsag tollazata kikelésétől fogva fehér, csőre és csüdje fekete. Lába világosabb, általában sárga „papucsban” végződik, ami jól látható röptében. Arcbőre kékes színű, de nászidőszakban rövid időre narancssárgává válik. Nászruhája szintén fehér, hosszú, lehajló bóbita, és néhány díszesebb szárnytolla nő.
|  |

## Életmódja
A közepes termetű, társas gázlómadárak közé tartozik. Élőhelyét édesvizű mocsarak, partmenti lagúnák, árterek képezik. Halakat, kétéltűeket, vízirovarokat fogyaszt – olykor a gémfélék kivárásra és villámgyors lecsapásra épülő vadászstratégiájával él, máskor viszont felkavarja az iszapot és fut a préda után a sekély vízben.
Hosszú távon vonuló madár, a telet Afrikában és Dél-Ázsiában tölti. Hazánkban márciustól szeptemberig figyelhetjük meg.
Röpte jellegzetes, a többi gémféléhez hasonló: hátranyújtja lábát, nyakát S alakban hátragörbíti, s lassú, nehézkes szárnycsapásokkal halad a levegőben. Hangja a rövid, éles rikácsolás.

## Szaporodása
A gémfélék többségéhez hasonlóan költőtelepeket alkot, többnyire folyó menti ligeterdőkben, mocsári facsoportok közelében. Kevés anyagból álló fészkét főként ágakból építi bokrokon, fákon. A párzásra májusban kerül sor.
A kis kócsag évente csak egyszer költ. Egy alkalommal 3-6 tojást rak, melyeken 21-27 napig ül a két szülő felváltva. A fiókák fehér pehelytollakkal jönnek a világra, a fészket csak 40-45 nap után hagyják el.
|  |

## Kárpát-medencei előfordulása
A kis kócsagok magyarországi állománya növekvő, 600-1000 költő pár közé tehető. Elsősorban a Felső-Tisza vidékén gyakori, de némileg gyérebb állománnyal az egész Tisza mentén, a Velencei-tónál és a Kis-Balatonnál is találkozhatunk. Az Északi- és a Dunántúli-középhegységben, valamint Magyarország középső és nyugati régióiban ritkának mondható.

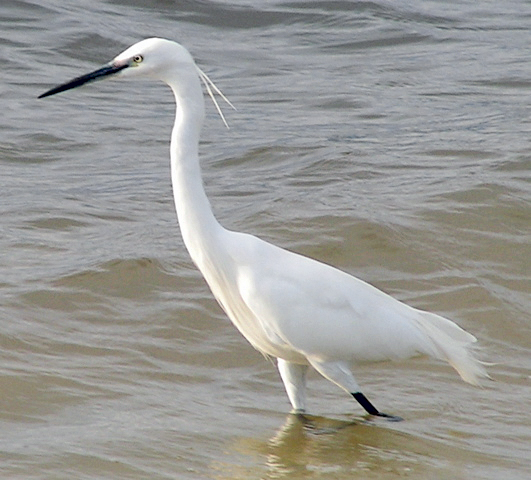
Táplálékot kereső kis kócsag

## Védettsége
Bár Magyarországon az állomány növekvő, a kis kócsag fokozott védettséget élvez, természetvédelmi értéke 250 000 forint. Állománya európai léptékben is stabil, ezért nem került fel a SPEC listára.

## További olvasnivaló
- Nagy kócsag